# Frank Hussey
Francis Valentine Joseph "Frank" Hussey, född 14 februari 1905 i New York, död 26 december 1974 i New York, var en amerikansk friidrottare.
Hussey blev olympisk mästare på 4 x 100 meter vid olympiska sommarspelen 1924 i Paris.